# Direction de la recherche technologique
Pour les articles homonymes, voir DRT.
La Direction de la recherche technologique (DRT) est le pôle de recherche technologique du commissariat à l'Énergie atomique et aux Énergies alternatives dans les domaines de l’information et de la communication, de l’énergie et de la santé. Elle communique également sous le nom de CEA Tech depuis 2012.
La DRT accueille plus de 4500 chercheurs et ingénieurs.

## Historique
La création du LETI remonte à 1967. Le laboratoire est intégré à la Direction des technologies avancées (DTA) créée en 1989 sous l'impulsion de Yannick d'Escatha. Par la suite, la DTA donne naissance en 2002 à la DRT.
En 2012, les différentes antennes de collaborations avec les industriels sont regroupées dans une seule structure structure qui prend le nom de CEA Tech.

## Instituts
La Direction de la recherche technologique regroupe trois instituts de recherche : 
- le Laboratoire d'électronique et de technologie de l'information (LETI)[3] à Grenoble ;
- le Laboratoire pour l'intégration des systèmes et technologie (en) (LIST)[4] à Saclay ;
- le Laboratoire d'innovation pour les technologies des énergies nouvelles et les nanomatériaux (LITEN) à Grenoble et au Bourget-du-Lac.

Auxquels se rajoute l'Institut CEA Tech en région qui possède les antennes PRTT (plates-formes régionales de transfert technologique) suivantes :
- Hauts-de-France à Lille ;
- Grand Est à Metz ;
- Région Sud PACA à Cadarache et Nice ;
- Occitanie Pyrénées-Méditerranée à Labège ;
- Nouvelle-Aquitaine à Pessac ;
- Pays de la Loire à Bouguenais ;
- Bretagne à Quimper.

## Direction

### ex DTA (1989–2002)
- Yannick d'Escatha[5] (1989) ;
- Alain Bugat (1992) ;
- Christian Desmoulins (1999)

### DRT
- Christian Desmoulins (2002)
- Jean Therme[6] (2005) ;
- Stéphane Siebert (2016)[7] ;
- Julie Galland (depuis 2023).